# 黑頭光姬蝽
黑頭光姬蝽（学名：Rhamphocoris hasegawai）为姬蝽科光姬蝽屬下的一个种。